# التربه (یمن)
التربه شهری در استان تعز، یمن است. از سطح دریا ۱،۸۰۰ کیلومتر بالاتر است و طبق سرشماری سال ۲۰۰۴ جمعیت آن ۱۰,۵۰۵ تن بوده است.